# Atlas Cheetah
Atlas Cheetah – południowoafrykański samolot myśliwski i rozpoznawczy. Zmodernizowana wersja samolotu Dassault Mirage III.
W latach 1962–1972 na uzbrojeniu SAAF znalazło się 58 samolotów Mirage III w wersjach CZ, RZ, BZ, EZ, DZ, R2Z i D2Z. Na przełomie lat 70. i 80. samoloty te przestały spełniać wymagania pola walki. Ponieważ embargo na dostawy broni do RPA uniemożliwiało zastąpienie ich samolotami Dassault Mirage F1CZ których produkcje licencyjna przerwano po przerwaniu dostaw podzespołów z Francji podjęto decyzje o modernizacji posiadanych Mirage III.
Modernizację przeprowadzono prawdopodobnie przy pomocy specjalistów z Izraela. Świadczy o tym podobieństwo niektórych rozwiązań zastosowanych w IAI Kfir i Cheetah, oraz rozwinięta współpraca wojskowa pomiędzy RPA i Izraelem.
Cheetah został wyposażony w niewielkie powierzchnie aerodynamiczne zamocowane do wlotów powietrza. W ten sposób zwiększono maksymalny kąt natarcia do 30°, a manewr pochylania można było wykonać z prędkością kątową do 23° (na poziomie morza) i 17° (na wysokości 4500 m). Na krawędzi natarcia skrzydła dodano uskok, pełniący także funkcję stałego slotu, który poprawił sterowność samolotu, pozwolił na loty z większymi kątami natarcia, a dzięki temu zwiększył maksymalną masę startową o 700 kg. Uskok zwiększył współczynnik oporów aerodynamicznych co zmniejszyło prędkość maksymalną.
Zmieniono konstrukcję przedniej części kadłuba. Po modernizacji jest ona demontowalnym modułem. Przód kadłuba może być łatwo wymieniony nawet w warunkach polowych. Opracowano dwa takie moduły:
- R2 – wyposażony w kamery, montowany na samolotach rozpoznawczych,
- E- z radarem dopplerowskim (prawdopodobnie Elta EL-2001B).

Oba zasobniki zawierają także elektronikę układów nawigacyjnych, ostrzegających przed promieniowaniem radarowym i układu IFF.
Samolot wyposażono w instalację do tankowania w locie przy pomocy przewodu elastycznego. Stała sonda została zainstalowana poza kabiną po prawej stronie kadłuba.
Seryjne samoloty oznaczone są jako Cheetah D (wersja dwuosobowa), Cheetah E (wersja jednoosobowa) i docelowa wersja myśliwska Cheetah C. Pierwsze zmodernizowane samoloty zostały dostarczone do jednostek w lecie 1987 roku. Do przebudowy na Cheetah D wykorzystano także pięć izraelskich IAI Nesher T.

## Użytkownicy
- South African Air Force:  32 Cheetah C, 16 Cheetah D, 16 Cheetah E  - zastąpione przez Saab JAS 39 Gripen
- Fuerza Aérea Ecuatoriana: 10 Cheetah C i 2 Cheetah D - ex-RPA, zastąpiły Dassault Mirage F1